# Ада (светица)
Вижте пояснителната страница за други личности с името Ада.
Света Ада, римокатолическа светица, е монахиня от 7 век, абатиса и отдадена девица.
Племенница е на свети Енгелберт, който е убит от собствения си братовчед. Тя и семейството ѝ са много набожни. Била монахиня в Соасон, Франция и впоследствие абатиса на абатството „Св. Жулиен де Пре“, Льо Ман, Франция. Тя опитва да се освободи от греха подобно на Исус, а Ада означава щастлива.
Тя е покровителка на религиозните жени и монахините във Франция. Празникът на св. Ада е 4 декември.